# 斯蒂亚
斯蒂亚（義大利語：Stia），原为意大利托斯卡纳大区阿雷佐省的一个市镇。总面积62.67平方公里，人口2952人，人口密度47.1人/平方公里（2009年）。ISTAT代码为051036。
2014年，斯蒂亚和普拉托韦基奥市镇合并为新的普拉托韦基奥-斯蒂亚市镇。斯蒂亚从而成为新市镇的一个分区。